# Hans-Joachim Böttcher

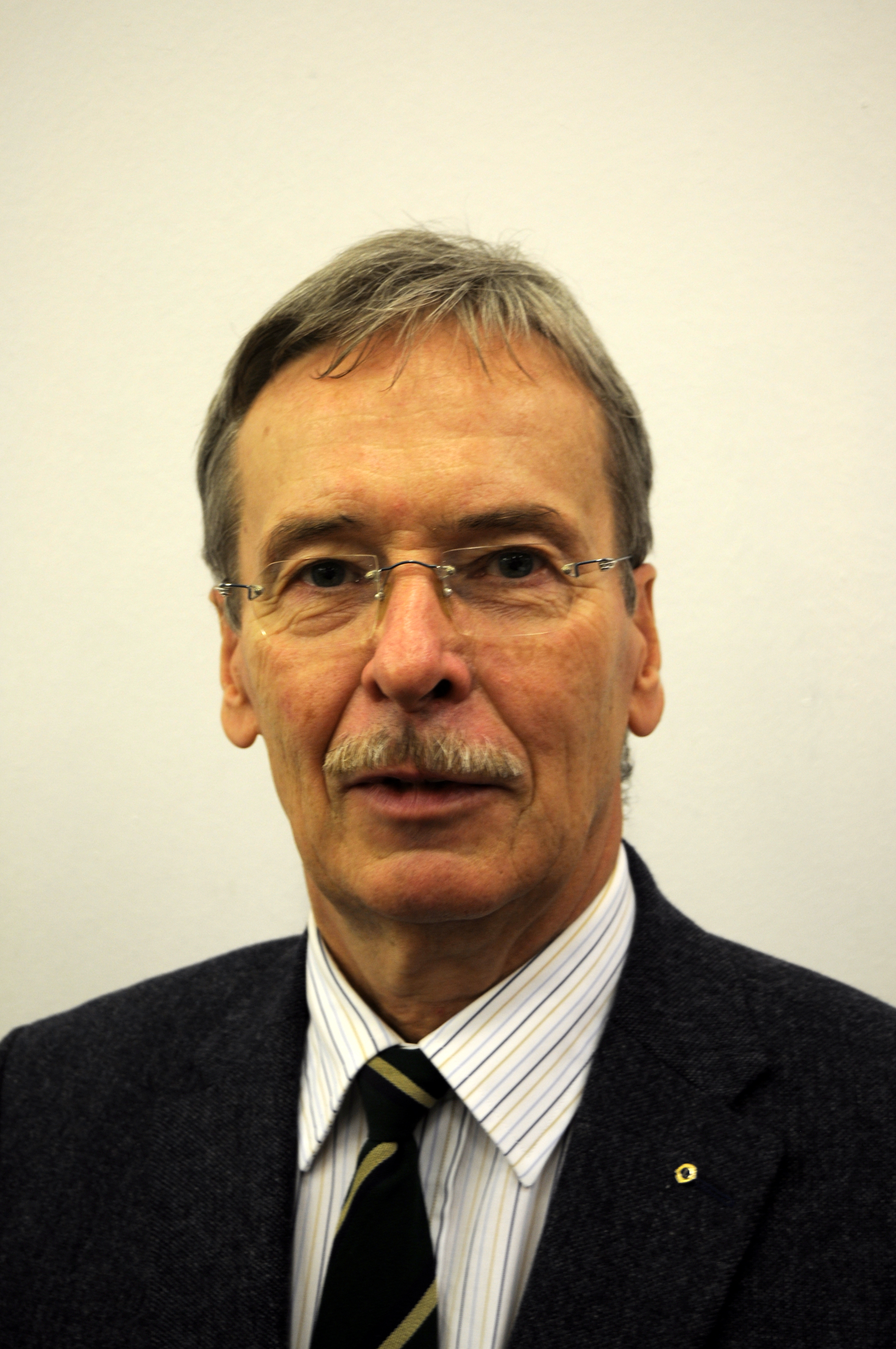
Hans-Joachim Böttcher (2015)

Hans-Joachim Böttcher (* 4. Juni 1947 in  Düben; † 29. Januar 2024 in Bad Düben) war ein deutscher Denkmalpfleger, Heimatforscher und Autor.

## Leben
Hans-Joachim Böttcher arbeitete bis September 1991 „im Bereich Wissenschaft-Konstruktion in einem Industriebetrieb“ der DDR. Oktober 1991 wurde er hauptberuflicher Denkmalpfleger des Kreises Eilenburg – eine Tätigkeit, die er vorher bereits ehrenamtlich ausgeübt hatte. Im September 2008 trat er in den Vorruhestand und blieb noch bis 2021 ehrenamtlich im Bereich Denkmalpflege im Landkreis Nordsachsen tätig.
Er lebte in Bad Düben und publizierte seit 1986 in Lokalzeitungen, Fachzeitschriften, Jahrbüchern und im Internet über die Geschichte von Denkmalen sowie zu speziellen historischen Themen des nordsächsischen Raumes und der Umgebung der Dübener Heide. Nach eigenen Angaben verfasste er bis 2022 über 600 Beiträge. Ferner legte er mehrere Monographien vorrangig zu Persönlichkeiten der sächsischen Geschichte, aber auch solchen im europäischen Rahmen, vor.

## Veröffentlichungen

### Monographien
- mit Andreas Flegel und Hans Funk: Von Eilenburg nach Bad Düben. Torgau 1993, ISBN 3-930199-01-7.
- mit Manfred Wilde: Die Mühlen der Mühlenregion Nordsachsen. Bd. 1 und 2. Europäische Bibliothek Verlag, Zaltbommel 1996, ISBN 90-288-6341-9, ISBN 90-288-6360-5.
- mit Manfred Wilde: Mühlen und Müller im Kreis Delitzsch (= Schriftenreihe der AMF. Band 67). 2 Bände. Leipzig 1999/2000.
- Sax-Führer Dübener Heide. Beucha 2003, ISBN 3-934544-44-4.
- mit Manfred Wilde: Die Mühlen und Müller der Dübener Heide. Verlag Degener & Co., Neustadt an der Aisch 2003, ISBN 3-7686-4219-4.
- Bad Düben (= Die Reihe Archivbilder). Sutton Verlag, Erfurt 2005, ISBN 3-89702-814-X.
- Historische Grabdenkmale und ihre Inschriften in der Dübener Heide (= Schriftenreihe der AMF. Band 165). Kleve 2005 (4. Auflage 2007).
- Still und voll herber Schönheit … Schlösser und ihre Gärten in der Dübener Heide. Bad Düben 2006, ISBN 3-00-020880-1.
- Bad Düben (= Die Reihe Bilder aus der DDR). Erfurt 2007, ISBN 978-3-86680-134-9.
- Streifzüge durch die Dübener Heide (= Die Reihe Archivbilder). Erfurt 2008, ISBN 978-3-86680-243-8.
- Entlang der Mulde zwischen Eilenburg und Dessau (= Die Reihe Archivbilder). Erfurt 2010, ISBN 978-3-86680-653-5.
- Christiane Eberhardine, Prinzessin von Brandenburg-Bayreuth, Kurfürstin von Sachsen und Königin von Polen, Gemahlin August des Starken. Dresdner Buchverlag, Dresden 2011, ISBN 978-3-941757-25-7.
- Böttger. Vom Gold- zum Porzellanmacher. Dresden 2011, ISBN 978-3-941757-31-8.
- Bedeutende historische Persönlichkeiten der Dübener Heide (= Schriftenreihe der AMF. Band 237). Leipzig 2012.
- Anna Prinzessin von Sachsen 1544–1577. Eine Lebenstragödie. Dresden 2013, ISBN 978-3-941757-39-4.
- Ehrenfried Walther von Tschirnhaus. Das bewunderte, bekämpfte und totgeschwiegene Genie. Dresden 2014, ISBN 978-3-941757-42-4.
- Johann Georg IV. von Sachsen & Magdalena Sibylla von Neitschütz. Eine tödliche Liaison. Dresden 2014, ISBN 978-3-941757-43-1.
- Wenig und bös war die Zeit meines Lebens. Anna von Sachsen (1567–1613). Dresden 2016, ISBN 978-3-941757-70-7.
- Elisabeth von Sachsen und Johann Kasimir von der Pfalz – Ein Ehe- und Religionskonflikt. Dresden 2018, ISBN 978-3-946906-06-3.
- Die Türkenkriege im Spiegel sächsischer Biographien. Gabriele Schäfer Verlag, Herne 2019, ISBN 978-3-944487-63-2.
- Ferdinand von Sachsen-Coburg und Gotha 1861–1948 – Ein Kosmopolit auf dem bulgarischen Thron. Osteuropazentrum Berlin – Anthea Verlagsgruppe, Berlin 2019, ISBN 978-3-89998-296-1.
- Prinz Alexander von Battenberg, 1857–1893. Im Strudel europäischer Politik und des Herzens. Gabriele Schäfer Verlag, Herne 2021, ISBN 978-3-944487-84-7.
- Otto Julius Bierbaum. Ein Poetenleben voller Ruhm und Tragik. Gabriele Schäfer Verlag, Herne 2022. ISBN 978-3-944487-94-6.

### Mitarbeit
- Alberto Schwarz (Hrsg.): Schlösser um Leipzig. E. A. Seemann Verlag, Leipzig 1993 (2. Auflage 1994, ISBN 3-363-00601-2).
- Wojciech Brzeziński, Wojciech Piotrowski (Hrsg.): Proceedings of the First International Symposium on Wood Tar and Pitch. Warschau 1997, ISBN 83-900586-3-4.
- Gerd Heil, Dieter Todtenhaupt (Hrsg.): Verfahren der Holzverschwelung und die Verwendung ihrer Produkte – von der Antike bis zur Gegenwart. Rostock 2002, OCLC 917676681.

## Auszeichnungen
- 1989: Johannes-R.-Becher-Medaille
- 2003: Ehrenmitgliedschaft Verein Mühlenregion Nordsachsen e. V.
- 2014: Ehrenmitgliedschaft Lions Club Eilenburg
- 2015: Gellert-Preis[4]